# Exogenesis Symphony
Exogenesis: Symphony, allmänt känd som bara "Exogenesis", är en låt i tre delar av det brittiska rockbandet Muse, som återfinns på deras femte studioalbum The Resistance (2009). Låten skrevs av sångaren, gitarristen, pianisten och kompositören Matthew Bellamy under loppet av ett antal år och presenteras som en symfoni i de tre delarna "Overture", "Cross Pollination" och "Redemption". Låtarna är de tre sista på albumet och tar upp en speltid på nästan 13 minuter. "Exogenesis" släpptes som singel i USA den 19 april 2010 med 500 exemplar till förfogande genom import i Storbritannien via bandets officiella hemsida. Alla exemplar såldes inom ett par dagar.

## Låtens tre delar
- Exogenesis: Symphony Part I (Overture) - 4:18
- Exogenesis: Symphony Part II (Cross Pollination) - 3:56
- Exogenesis: Symphony Part III (Redemption) - 4:36